# Der Rosenkrieg
Der Rosenkrieg ist eine US-amerikanische schwarze Komödie aus dem Jahr 1989 von Danny DeVito nach dem gleichnamigen Roman von Warren Adler.

## Handlung
In der Rahmenhandlung erzählt Scheidungsanwalt Gavin D’Amato einem Mandanten die Geschichte der immer hemmungsloser verlaufenden Scheidung des Ehepaares Oliver und Barbara Rose. D’Amato will seinem Mandanten damit illustrieren, dass eine Ehescheidung geregelt ablaufen oder im Idealfall gänzlich vermieden werden sollte.
Die Binnenhandlung erstreckt sich über zwei Jahrzehnte, in denen der Konflikt des Ehepaares immer weiter eskaliert. Barbara Rose will die Scheidung, eine gütliche Einigung bezüglich des gemeinsamen Hauses scheint jedoch unmöglich. Irgendwann geht es den zerstrittenen Eheleuten nur noch darum, dem anderen den größtmöglichen Schmerz zuzufügen, was mitunter groteskt Züge annimmt. Es kommt zu absurden Handlungen wie dem Zerstören der Einrichtung, oder auch der (scheinbaren) Verarbeitung des Hundes zu einer Fleischpastete, welche Barbara ihrem Oliver anschließend serviert.

„Niemand, der eine so gute Pastete machen kann, kann im Grunde schlecht sein." Sie erwidert: "Es kommt darauf an, woraus die Pastete gemacht ist!" (...) "Ein guter Hund bis zum letzten Bissen!“

Am Ende liegen Barbara und Oliver Rose sterbend in der Eingangshalle ihres Hauses, nachdem sie bei dem vorausgegangenen Kampf im Treppenhaus gemeinsam mit dem Kronleuchter abgestürzt sind. Noch im Moment des Todes stößt Barbara die ausgestreckte Hand ihres Ehemannes weg.

## Synchronisation
Die deutsche Synchronisation entstand im Auftrag der Cine Adaption GmbH in München, für die Dialogregie und das deutsche Dialogbuch war Pierre Peters-Arnolds verantwortlich.
| Darsteller          | Sprecher            | Rolle                      |
| ------------------- | ------------------- | -------------------------- |
| Michael Douglas     | Volker Brandt       | Oliver Rose                |
| Kathleen Turner     | Traudel Haas        | Barbara Rose               |
| Danny DeVito        | Gerd Duwner         | Gavin D’Amato              |
| G.D. Spradlin       | Christian Marschall | Anwalt Thurmont            |
| Heather Fairfield   | Michaela Degen      | Carolyn (17 Jahre)         |
| Peter Donat         | Alexander Allerson  | Jason Larrabee             |
| Sean Astin          | Christian Wolf      | Josh (17 Jahre)            |
| Roy Brocksmith      | Norbert Gastell     | Mr. Fisk                   |
| Peter Hansen        | Herbert Weicker     | Mr. Marshall               |
| Prince Hughes       | Norbert Gastell     | Patient in der Notaufnahme |
| Marianne Sägebrecht | Marianne Sägebrecht | Susan                      |

## Kritik
Roger Ebert schrieb in der Chicago Sun-Times vom 8. Dezember 1989, die Komödie habe viele witzige Momente, doch sei sie zeitweise so grausam, dass man nicht lachen könne.

„Diese Geschichte, als abschreckendes Beispiel vom Freund und Anwalt des Paares erzählt, steigert sich fast unmerklich zu einem Crescendo immer greller werdender Effekte und endet konsequent in den satten Farben des Horrorfilms. Dabei besitzt die schwarze Komödie durchaus einen altmodisch moralischen Hintergrund, wobei die perfekte Inszenierung die Stationen des ehelichen Zerwürfnisses zwischen boshafter Ironie und Anteilnahme geschickt in der Waage hält. Eine erstaunliche Regieleistung des Komödien-Stars Danny DeVito.“

## Auszeichnungen
- 1990: Goldene Leinwand und Jupiter für das beste Drehbuch
- 1990: Nominiert für drei Golden Globes, in der Kategorie Beste Komödie oder Musical und für Michael Douglas und Kathleen Turner als beste Darsteller
- 1990: BMI Film Music Award für David Newman und Teilnahme am Wettbewerb der Berlinale 1990
- 1991: Nominiert für einen BAFTA Award in der Kategorie Bestes adaptiertes Drehbuch.

## Hintergrund
Der Film war nicht nur ein großer kommerzieller Erfolg; in Deutschland hatte er vier Millionen Besucher und das Gesamteinspielergebnis betrug weltweit ca. 160 Millionen Dollar. Die Produktionskosten beliefen sich auf 26 Millionen Dollar. Sein Titel hielt als Redewendung für konfliktstarke Scheidungsauseinandersetzungen Einzug in die deutsche Umgangssprache. Er nimmt Bezug auf die sogenannten englischen Rosenkriege, die Thronfolgekämpfe zwischen den Adelshäusern York (weiße Wappen-Rose) und Lancaster (rote Rose) im 15. Jahrhundert, die als Wars of the Roses bekannt geworden sind. Der englische Titel des Films The War of the Roses ist also ein Wortspiel mit diesen Ereignissen.
Den Filmvorspann gestaltete der Typograf und Filmemacher Saul Bass.